# جون براون (سياسي أمريكي، مواليد 1738)
جون براون (بالإنجليزية: John Brown)‏ هو فلاح ومدرس وسياسي أمريكي، ولد في 1738، وتوفي في 1812. انتخب عضو مجلس نواب كارولينا الشمالية (1784 – 1787).